# Edificio postale di Roma (via Taranto)
L'edificio postale Roma Appio, già Palazzo Postale Quartiere Appio e noto come Posta di via Taranto, è un edificio postale di Roma situato in via Taranto, nel quartiere Tuscolano.
Ospita l'ufficio postale Roma Appio (Frazionario 55646).

## Storia
La realizzazione di questo ufficio postale, insieme a quelli di viale Mazzini, piazza Bologna e via Marmorata, rientrava nel piano dello sviluppo dell'Urbe, che prevedeva il decentramento dei servizi in zone esterne al nucleo storico della città.
Nel 1932 il concorso per la realizzazione dell'opera, bandito dal Ministero delle comunicazioni, fu vinto dall'architetto Giuseppe Samonà.
L'ufficio postale fu inaugurato nel 1935.

## Descrizione

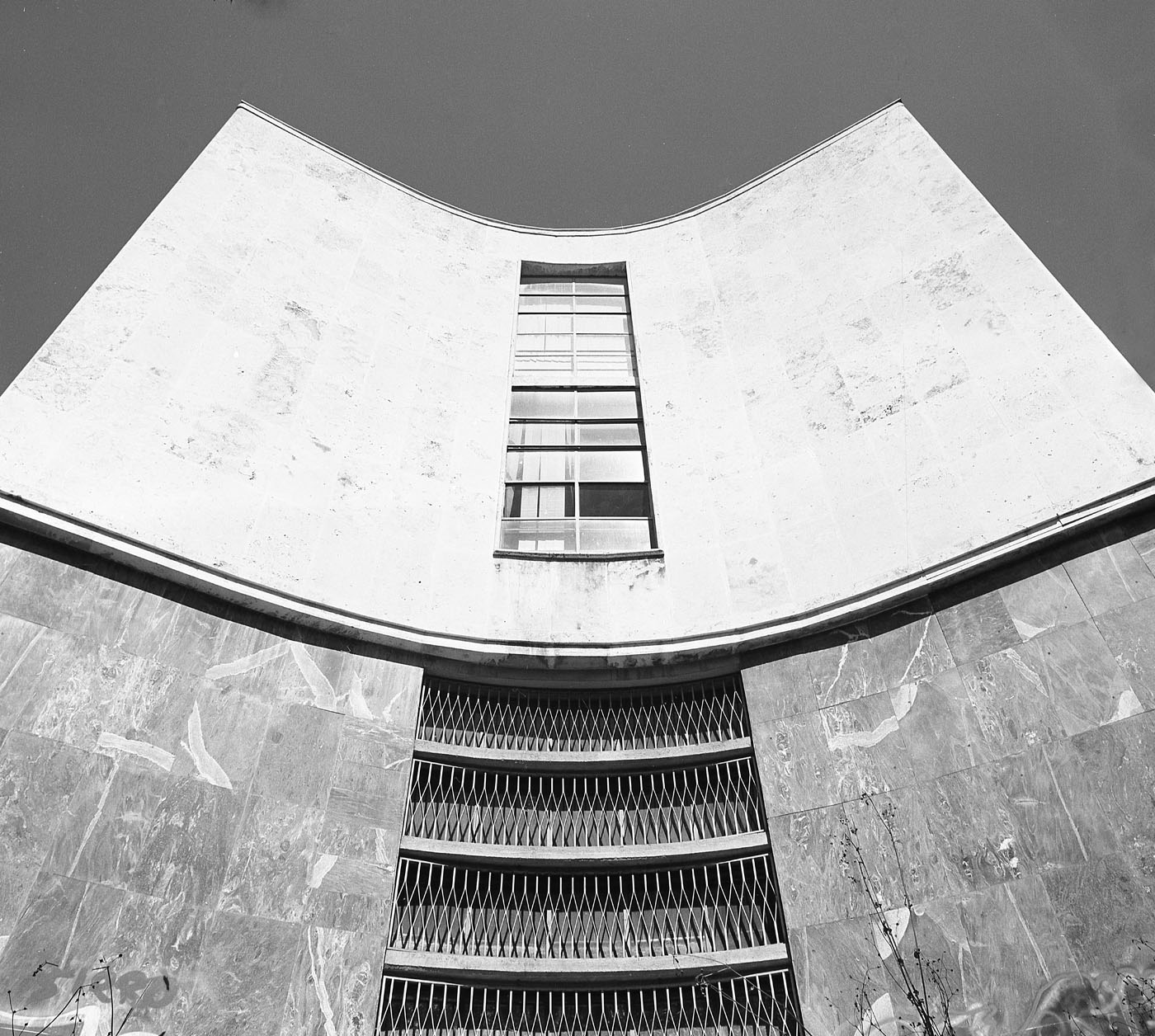
Facciata laterale (2004)

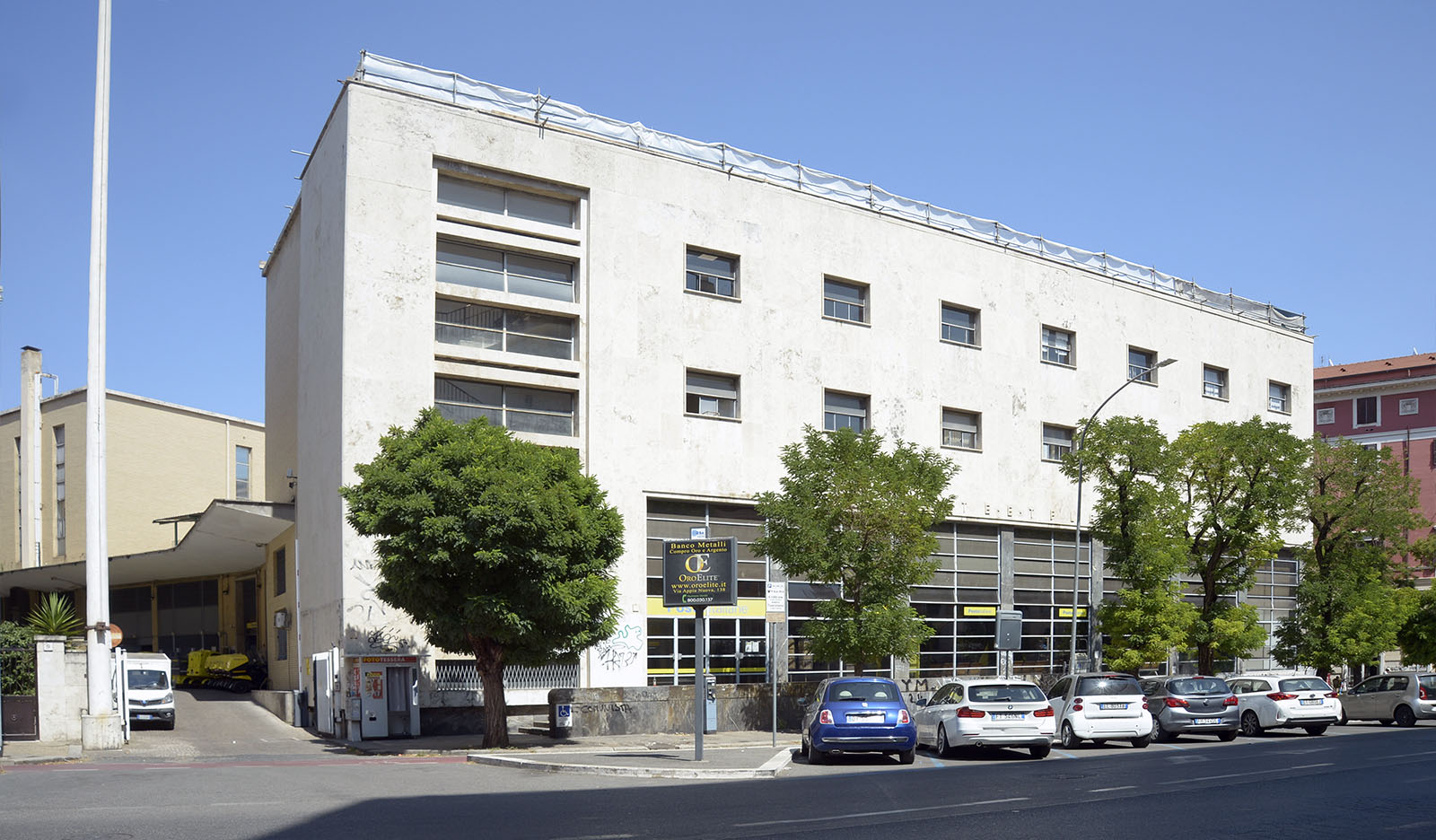
Ufficio Postale nel 2024

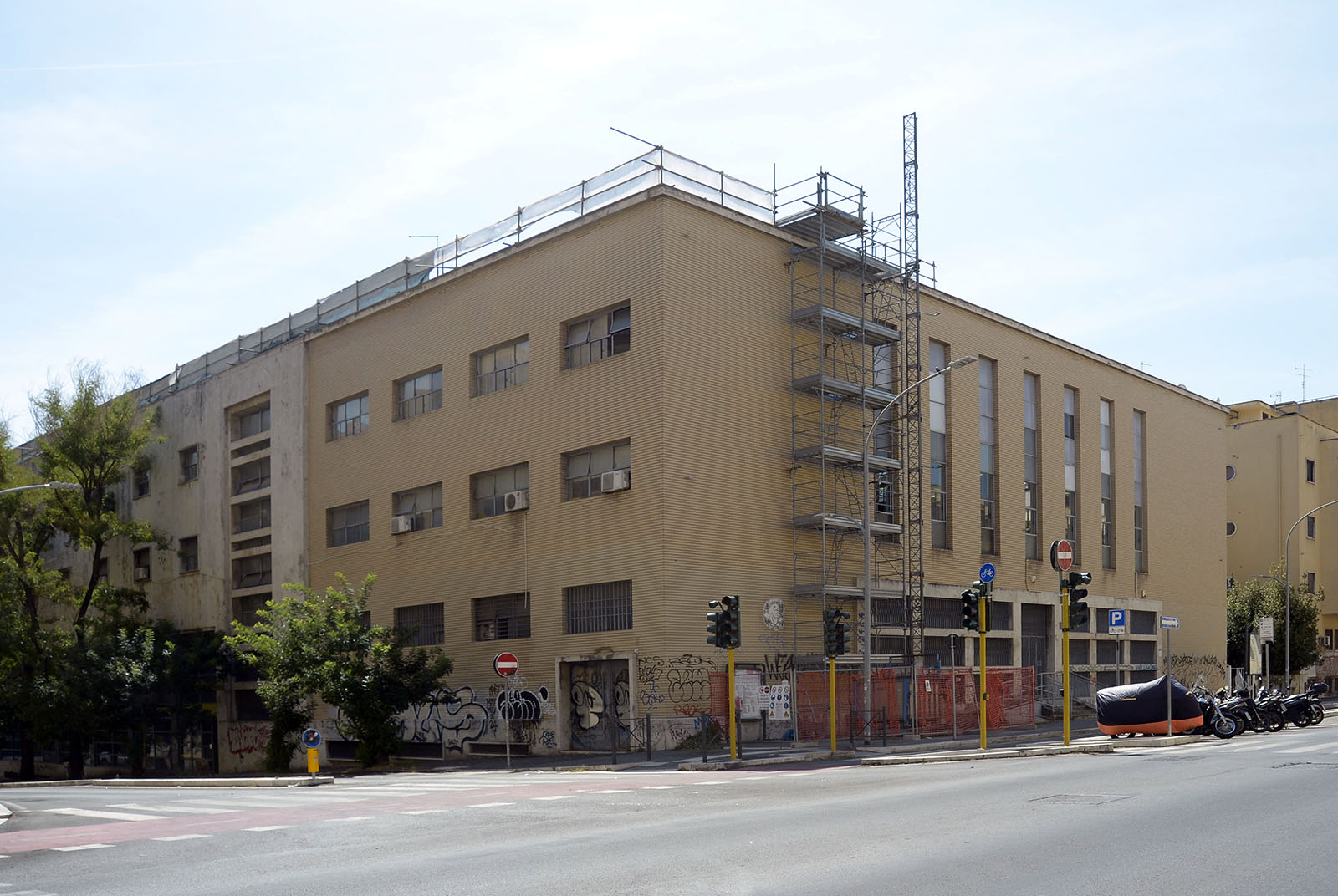
Lato posteriore in via La Spezia

La volontà di evidenziare all'esterno le destinazioni funzionali interne è ottenuta attraverso leggeri sfalsamenti delle superfici verticali, differenti materiali di rivestimento, forma e dimensione delle bucature che conducono a tale esplicitazione in prospetto: il salone del pubblico è indicato da grandi finestrature, gli uffici sono evidenziati da un ritmo regolare di piccole finestre ed i corpi scala da bucature a sviluppo verticale.
L'edificio è prevalentemente in travertino mentre la parte basamentale è in marmo venato nero di Carrara.
Il retro è in mattoncini e presenta 3 portali sempre in travertino, sormontati da grandi finestre in legno di castagno azzurro.